# Primera Junta
La Primera Junta de Gobierno, oficialmente Junta Provisional Gubernativa de las Provincias del Río de la Plata a nombre del Señor Don Fernando VII, fue la Junta de gobierno surgida el viernes 25 de mayo de 1810 en Buenos Aires, capital del Virreinato del Río de la Plata, como consecuencia del triunfo de la Revolución de Mayo que destituyó al virrey Baltasar Hidalgo de Cisneros. Existió como tal hasta el 18 de diciembre del mismo año, ya que con la incorporación de diputados del interior se transformó en la Junta Grande, que dio origen a la prolongada Guerra de la Independencia de las Provincias Unidas del Río de la Plata contra España (1810-1824).
La Junta nombró a Cornelio Saavedra como Presidente de la Primera Junta de las Provincias Unidas del Río de la Plata y fijó su sede del gobierno en el Fuerte de Buenos Aires, que desde 1776 sirvió como residencia de los virreyes y donde hoy se encuentra la Casa de Gobierno

## Integrantes

### Presidente

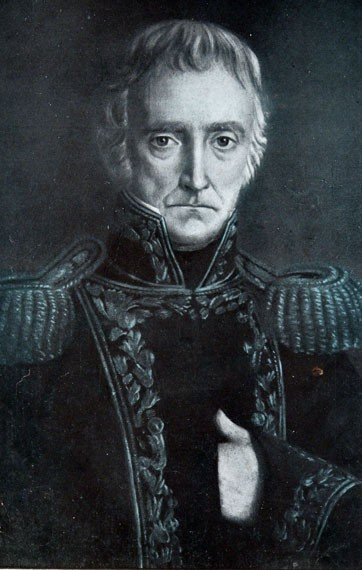
Cornelio Saavedra

### Vocales

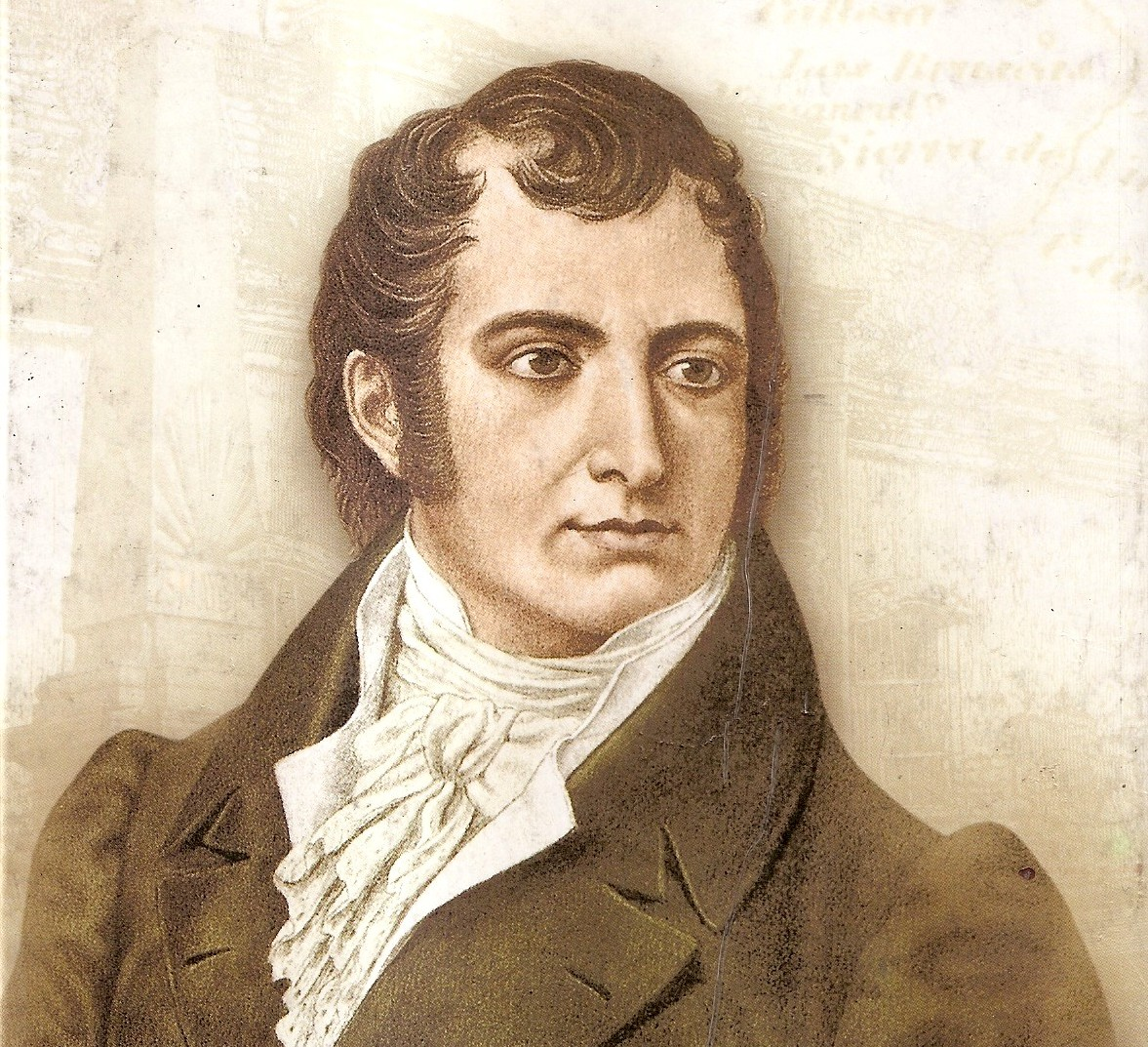
Juan José Castelli
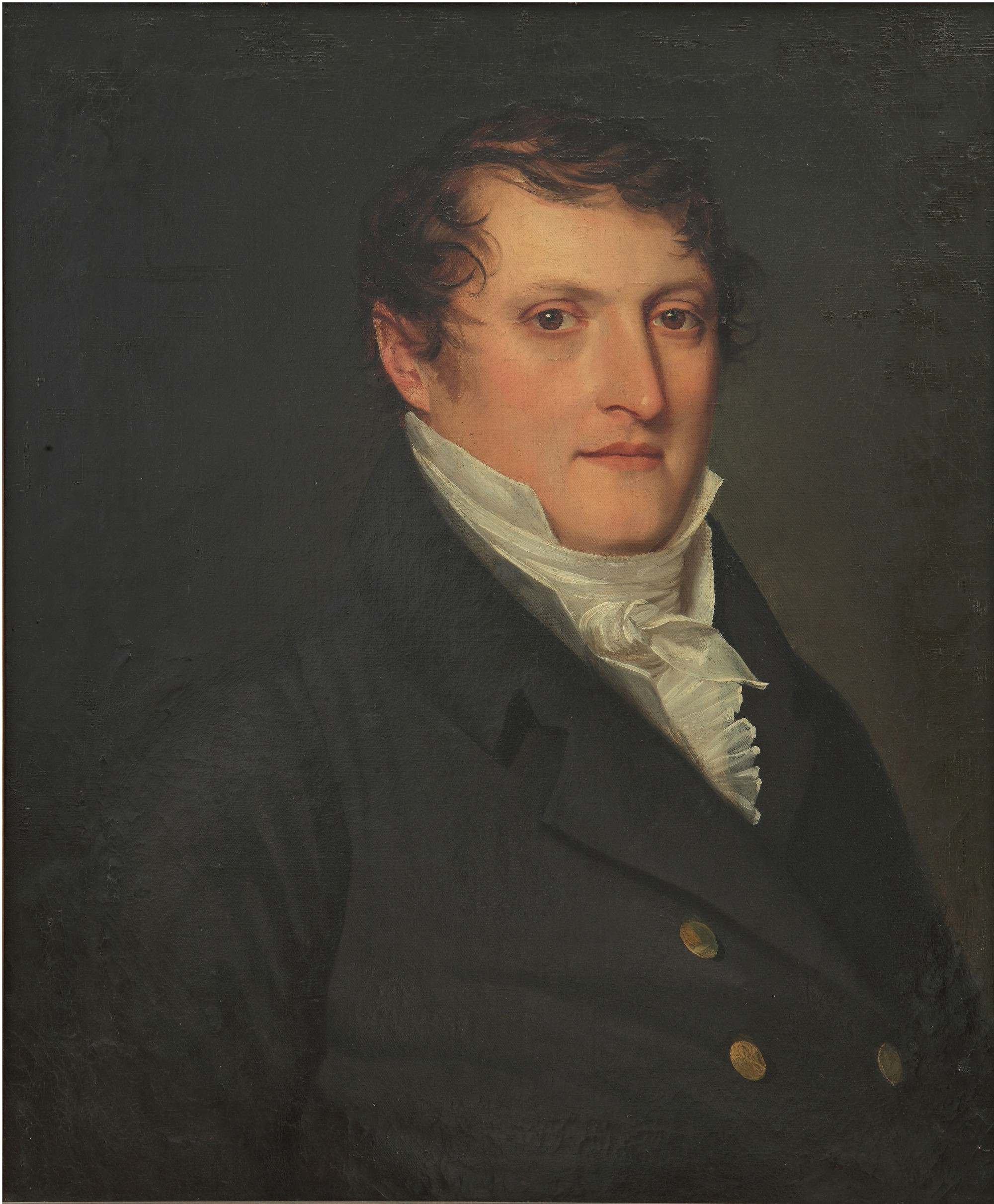
Manuel Belgrano
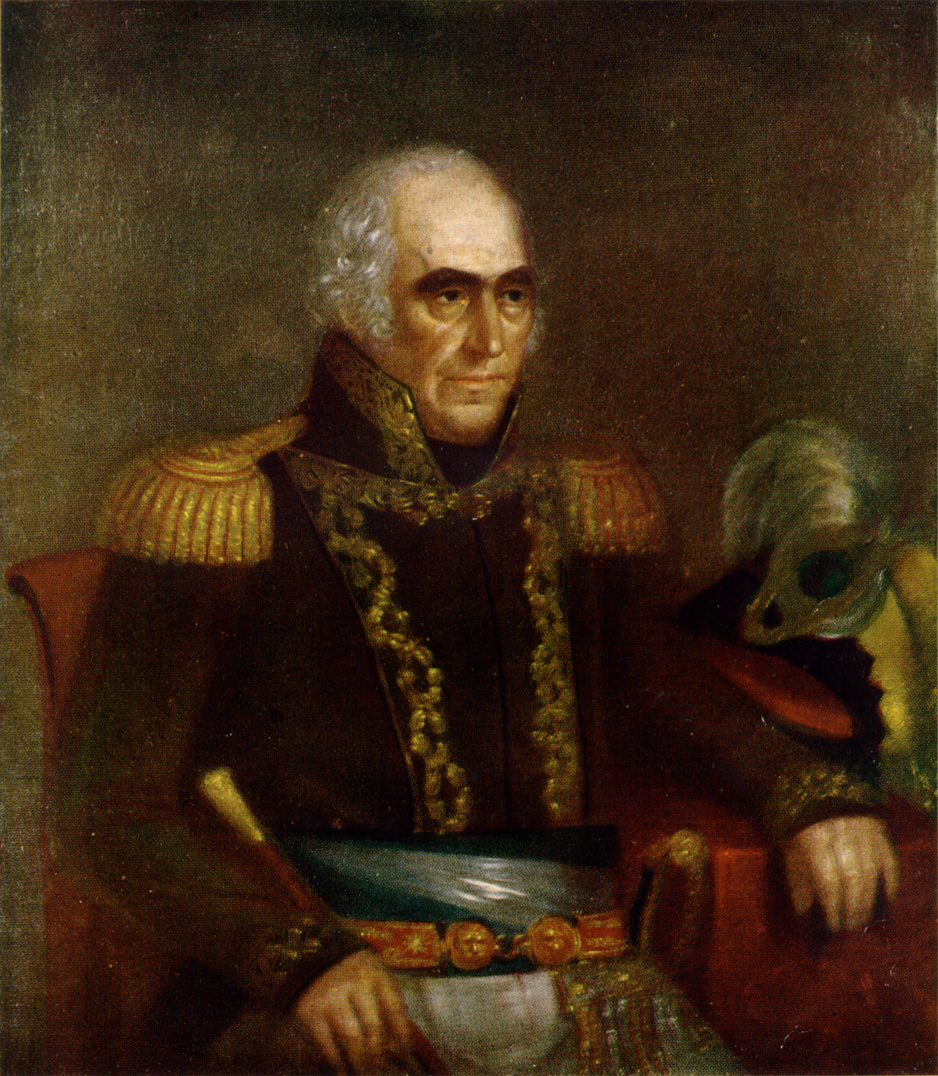
Miguel de Azcuénaga
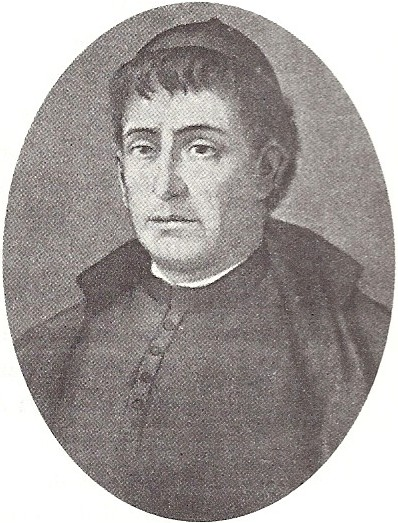
Manuel Alberti
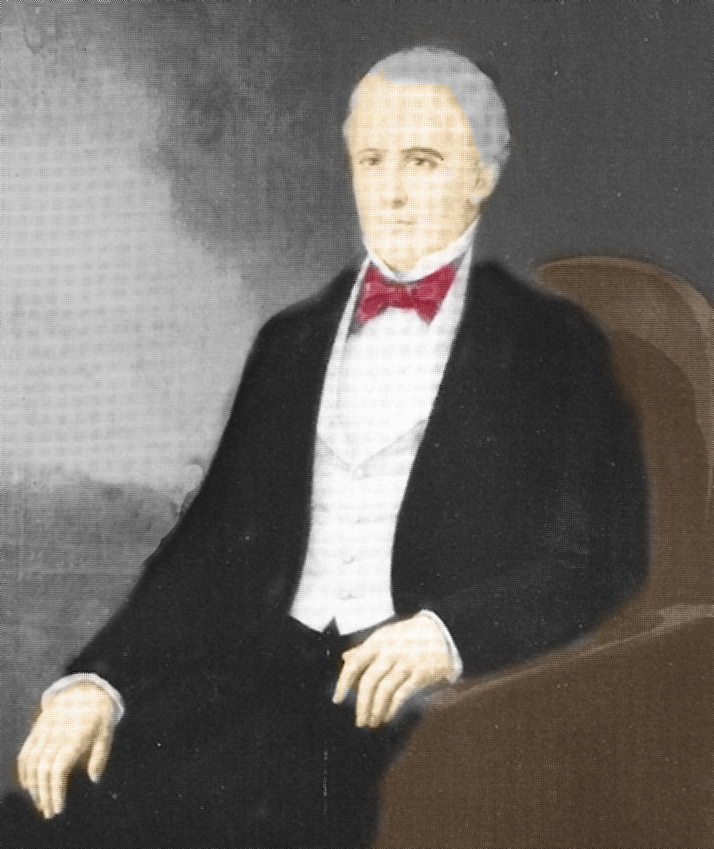
Domingo Matheu
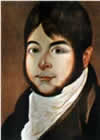
Juan Larrea

### Secretarios

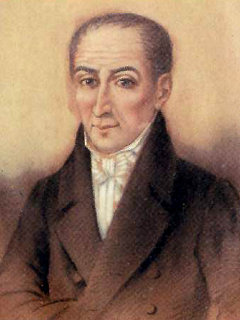
Juan José Paso
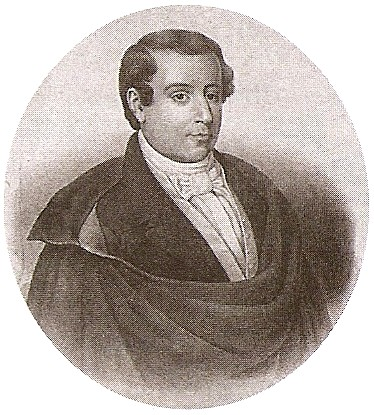
Mariano Moreno

## Fundamentos doctrinarios y duración
Al principio, la Junta no se presentó como una ruptura al orden preexistente sino como una continuidad de la soberanía del rey Fernando VII de Borbón, prisionero del emperador Napoleón Bonaparte en Francia. Se basó en la teoría de la retroversión de la soberanía, expuesta por Juan José Castelli en el cabildo abierto del día 22 de mayo, y el derecho de los pueblos a conferir la autoridad o mando en ausencia del monarca. En España se habían formado Juntas de Gobierno bajo ese mismo principio, que desconocían la autoridad del rey José Bonaparte nombrado por Napoleón Bonaparte en reemplazo de Fernando VII. Antes de la formación de la Primera Junta existieron otros intentos similares de formar juntas de gobierno en el virreinato, pero todos ellos fueron desbaratados.
Sin embargo, algunos historiadores suelen considerar que las proclamaciones de lealtad a Fernando VII no eran reales, sino un engaño conocido como la Máscara de Fernando VII, que ocultaba las auténticas motivaciones independentistas de sus impulsores con el fin de evitar represalias.
Estos fundamentos doctrinarios, se complementaron con la teoría de la subrogación, por la cual, al sustituir a la autoridad virreinal, se asumían todas sus funciones y dignidades, por lo que la Junta debía ser reconocida por todas las ciudades y villas.
El nuevo gobierno desconoció la autoridad del Consejo de Regencia sobre el territorio, basándose por un lado en su carencia de representatividad con respecto a Hispanoamérica; por el otro, en su falta de legitimidad, puesto que el órgano que le había transmitido sus poderes, la Junta Suprema Central, no disponía de las facultades para hacerlo.
La Junta fue creada el 25 de mayo de 1810 y luego se transformó el 18 de diciembre del mismo año en la llamada Junta Grande.

En la muy noble y muy leal ciudad de la Santísima Trinidad, Puerto de Santa María de Buenos Aires, a 25 de Mayo de 1810: sin haberse separado de la Sala Capitular los Señores del Exmo. Cabildo, se colocaron a la hora señalada bajo de docel, con sitial por delante, y en él la imagen del Crucifijo y los Santos Evangelios; y comparecieron los Señores Presidente y Vocales de la nueva Junta Provisoria gubernativa, D. Cornelio de Saavedra, Dr. D. Juan José Castelli, Licenciado D. Manuel Belgrano, D. Miguel de Azcuénaga, Dr. D. Manuel Alberti, D. Domingo Mateu y D. Juan Larrea; y los Señores Secretarios Dr. D. Juan José Passo y Dr. D. Mariano Moreno, quienes ocuparon los respectivos lugares que les estaban preparados, colocándose en los demás los Prelados, Jefes, Comandantes y personas de distinción que concurrieron (...)
Encabezamiento del acta de instalación de la Junta

## Acción de gobierno
Una de las primeras medidas de la Primera Junta fue exigir juramento de obediencia; la Audiencia, el Cabildo de Buenos Aires y el Tribunal de Cuentas lo hicieron bajo protesta. Con el objetivo de incorporar al resto del virreinato al proceso revolucionario, se envió la Circular del 27 de mayo a sus ciudades y villas. El documento comunicaba el cambio de gobierno, exigía el reconocimiento y solicitaba la designación de representantes, que debían trasladarse a Buenos Aires, para integrar la Junta "Según el orden de llegada".
El 28 de mayo la Junta dictó su propio reglamento al que denominó oficialmente "Reglamento sobre el despacho y ceremonial en actos públicos de la Junta Provisional Gubernativa de las Provincias del Río de la Plata". Los asuntos del gobierno se derivaron en dos secretarías: de Gobierno y Guerra, a cargo de Mariano Moreno, y de Hacienda, encomendada a Juan José Paso. Las milicias fueron transformadas en regimientos regulares, dando origen al ejército de la revolución. Reconocía el derecho a petición al declarar que todo ciudadano podía hacer conocer a la Junta sus preocupaciones en materia de seguridad y "felicidad pública".

### Obras de gobierno

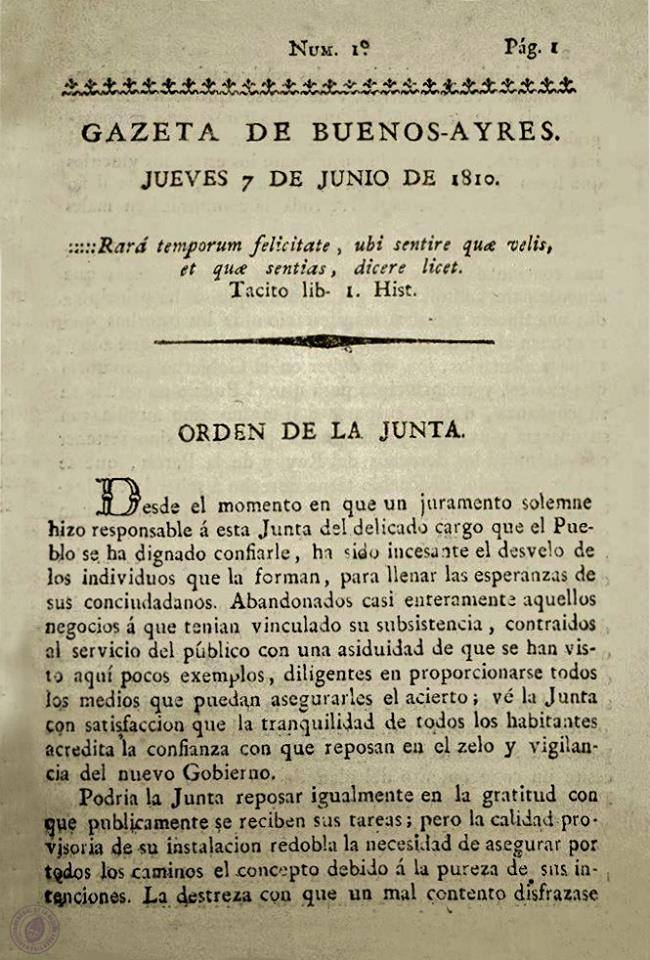
La Gazeta de Buenos Ayres.

La Primera Junta realizó una activa obra gubernativa. Así:
- Anunció a las provincias su instalación y las invitó a enviar diputados para que participaran en un Congreso (27 de mayo).
- Dictó su propio reglamento (28 de mayo).
- Creó por decreto la Gazeta de Buenos Ayres, primer periódico que fuera usado como medio de propaganda política.
- Fundó la Biblioteca Nacional de la República Argentina y fomentó la educación primaria.
- Atendió las necesidades de los indígenas de América y la salud de la población.
- Creó la primera escuadrilla naval y el Ejército.
- Creó el Departamento de Comercio y Guerra.
- Abrió la Escuela Militar de Matemática, destinada a la formación de oficiales jóvenes.
- Habilitó nuevos puertos para agilizar la exportación de productos del país.
- Promovió la venta de tierras en las zonas de frontera, para incentivar el poblamiento de todo el territorio y aprovechar las riquezas naturales.
- Ordenó la detención del virrey Cisneros y el arresto del exvirrey Santiago de Liniers.
- Envió a Mariano Moreno en misión diplomática a Londres.
- Envió la Expedición al Paraguay, la Primera expedición auxiliadora al Alto Perú y la Expedición Libertadora a la Banda Oriental.

### Medidas frente a la contrarrevolución
Los funcionarios españoles realistas se resistieron al desplazamiento de Cisneros. Surgió así el problema de la contrarrevolución.
En Buenos Aires los principales núcleos de oposición fueron: la Audiencia, el Cabildo y el exvirrey. La Audiencia no reconoció a la Junta. Esta dispuso, en junio de 1810, la detención de Cisneros y de los miembros de la Audiencia y su embarque hacia España.
El Cabildo continuó en la oposición, hasta que sus integrantes fueron reemplazados por partidarios de la revolución.
En el interior, las autoridades de Córdoba (el 20 de junio), Potosí, Cochabamba, La Paz, Chuquisaca, Paraguay y Montevideo desconocieron el poder de la Junta Gubernativa. Se organizaron movimientos contrarrevolucionarios; el más peligroso, por su cercanía de Buenos Aires, fue el de Córdoba, que, dirigido por Liniers, estableció contactos con las autoridades altoperuanas, y reunió fuerzas para resistir.
El primer cabildo en reconocer a la junta fue el de Luján el 2 de junio, le siguieron el cabildo de Maldonado (el 4 de junio) y el comandante militar de Colonia del Sacramento (5 de junio), pero estas dos poblaciones fueron ocupadas por los realistas de Montevideo. Luego los cabildos de Concepción del Uruguay (8 de junio), Santo Domingo Soriano (9 de junio), Santa Fe (12 de junio), el comandante militar de la Fortaleza de Santa Teresa (13 de junio), los cabildos de San Luis (13 de junio) y Corrientes (16 de junio). El cabildo de Salta el 19 de junio en medio de una gran oposición, y los de Gualeguay, Gualeguaychú y Catamarca (22 de junio), Mendoza (23 de junio), Tarija (25 de junio). El cabildo de San Miguel de Tucumán decidió el 11 de junio esperar la decisión de Salta y luego lo hizo a favor el 26 de junio y el de Santiago del Estero (29 de junio). El gobernador interino de Misiones en Yapeyú el 18 de junio y el cabildo indígena de Candelaria el 8 de julio. El cabildo de San Juan la rechazó el 13 de julio y la reconoció el día 28. Los de las villas de San José de Jáchal (6 de agosto), San Agustín de Valle Fértil (10 de agosto). Después de sofocada la reacción de Liniers lo hizo el cabildo de Córdoba (8 de agosto) y el de Río Cuarto (13 de agosto), mientras que el de La Rioja evitó pronunciarse a favor hasta el 1 de septiembre. Luego lo hicieron los de San Salvador de Jujuy (el 4 de septiembre), Cochabamba (23 de septiembre), Fuerte de Membiray (10 de septiembre), Santa Cruz de la Sierra (24 de septiembre), Potosí (10 de noviembre), Chuquisaca (13 de noviembre), La Paz (16 de noviembre), Oruro (4 de diciembre).
La Junta trató de disuadir a los complotados; al no lograrlo, recurrió a la acción armada y a los castigos ejemplares. La medida más controvertida fue el fusilamiento de los contrarrevolucionarios de Córdoba, ejecutado durante la Primera Campaña al Alto Perú. Fue aprobado por la totalidad de los miembros de la Junta, con excepción del sacerdote Manuel Alberti.
Tres campañas militares organizó la Junta para terminar con la oposición de los funcionarios metropolitanos: Campaña al interior y al Alto Perú (1810-1811); Campaña al Paraguay (1811) y la Campaña a la Banda Oriental (1811-1812).

## Crisis y transformación de la Junta
Hacia fines de 1810 las divergencias en el seno de la Primera Junta entre los morenistas, que era tendencia más radical dentro de la Junta, conducida por Moreno y los saavedristas, tendencia más conservadora, encabezada por Saavedra, derivaron en la primera crisis de gobierno.
Como respuesta al gesto de un oficial del Regimiento de Patricios, que durante un banquete exaltaba excesivamente la persona de Saavedra, como si fuera el «rey o emperador de América», Moreno presentó a la Junta un proyecto de Supresión de Honores. Se reservaban los honores para la Junta como institución de gobierno, eliminando los destinados al presidente. Saavedra no se opuso, y el documento fue aprobado el 6 de diciembre de 1810. Sin embargo, los jefes milicianos, temerosos de la pérdida de poder de Saavedra, presionaron para desplazar a Moreno.
Las ciudades del interior, cumpliendo lo dispuesto en la circular del 27 de mayo, enviaron sus representantes a la capital, para ser incorporados en la Junta. El Deán Funes, diputado de Córdoba, lideró el grupo.
Partidarios de la revolución, pero moderados en su mayoría, tenían diferencias con los porteños, fueran estos moderados o morenistas. Defendían el derecho de los pueblos a participar en el gobierno y recelaban de la supremacía de la capital.
Moreno se oponía a integrarlos a la Junta, considerando que debían formar el Congreso General de los pueblos para sancionar la constitución y establecer la forma definitiva de gobierno. Advertía que aumentar el número de integrantes del ejecutivo atentaría contra la unidad de criterio y la rapidez de la toma de decisiones.
La votación del 18 de diciembre de 1810, destinada a decidir la incorporación de los diputados del interior terminó con una amplia mayoría a favor de la incorporación.
Mariano Moreno consideró que la decisión era contraria al bien general del estado, aceptó la voluntad de la mayoría y presentó su renuncia, que no fue aceptada. Posteriormente solicitó ser enviado en misión diplomática al exterior. Se le encomendó realizar gestiones en Río de Janeiro y Londres, pero murió en altamar.
Los diputados fueron integrados a la Junta, y el conjunto constituyó la Junta Grande, que se formó oficialmente ese mismo día.